# 民權歌劇團
民權歌劇團，是臺灣的歌仔戲團，由林竹岸於1970年在臺北市成立。後於2001年登記為新北市立案演藝團體。現任團長為林金泉。

## 劇團發展

### 歷史
1970年11月由林竹岸與妻子王束花成立，當年團址位於台北大橋頭、民權西路，林竹岸便以「民權」為團名。1986年曾因經濟因素停班，林竹岸帶著一家子轉搭新櫻鳳歌劇團四年，於1990年買下新菊聲歌劇團的牌照和所有股份、收編部分人員和戲路，以民權新菊聲歌劇團的名號活動，至1991年改回民權歌劇團。林竹岸帶領後場的民權大樂隊以傳統歌仔戲曲調混搭西洋樂器的風格出名。劇團以保存傳統歌仔戲劇目、音樂曲調及道地唱念韻味為特色，致力於歌仔戲藝術的創作、推廣與薪傳。2006年起，團長的職務交由林竹岸之子林金泉擔任。

### 組成
民權歌劇團是家族經營的劇團，林竹岸與兒子王金龍、林金泉為後場樂師，妻子王束花與鄭錦蘭、女兒林嬋娟、媳婦翁麗玲為前場演員。2015年起，因應民權歌劇團陸續投入國立傳統藝術中心、文化部文化資產局的人才培訓計畫，政策扶持的計畫藝生亦成為民權歌劇團人員組成的一部分。

## 獎項紀錄
| 年份 | 事蹟                                                                                           | 備註                                                   |
| 1996 | 獲臺灣地方戲劇比賽「北區決賽冠軍」                                                             |                                                        |
| 2004 | 獲選「台北縣傑出演藝團隊」                                                                     |                                                        |
| 2010 | 創辦人林竹岸，獲登錄為「台北縣歌仔戲文場音樂及認定保存者」                                     | 2018年改為「新北市傳統表演藝術保存者：歌仔戲文場音樂」 |
| 2013 | 創辦人林竹岸，獲第20屆「全球中華文化藝術薪傳獎」民俗音樂獎                                     |                                                        |
| 2014 | 獲臺北市地方戲劇觀摩匯演「優勝團隊」                                                           |                                                        |
| 2018 | 創辦人林竹岸，獲登錄為文化部「重要傳統工藝暨重要傳統表演藝術－歌仔戲後場音樂保存者(人間國寶)」 |                                                        |
| 2020 | 創辦人王束花，獲登錄為「新北市傳統表演藝術保存者：歌仔戲」                                     |                                                        |

## 影像紀錄
| 年份 | 出版社           | 名稱                                                                   | 作者                   |
| ---- | ---------------- | ---------------------------------------------------------------------- | ---------------------- |
| 2011 | 新北市政府文化局 | 弦歌不輟：林竹岸先生口述歷史影像紀錄專輯－新北市口述歷史影像紀錄 (DVD) | 和久室國際製作有限公司 |
| 2012 | 新北市政府文化局 | 新北市口述歷史：傳統藝術類-鄉土戲樂全才 林竹岸                         | 施德玉                 |

## 電視紀錄片
| 年份 | 電視台     | 節目名稱   | 標題                               |
| ---- | ---------- | ---------- | ---------------------------------- |
| 2001 | 公共電視台 | 歌仔傳奇   | 家族戲班                           |
| 2017 | 公共電視台 | 搬戲‧人生  | 第5集 民權歌劇團                   |
| 2022 | 公共電視台 | 獨立特派員 | 本土文化歌仔戲，發展百年如何蛻變。 |

## 外部連結
- 民權歌劇團 官方網站 （页面存档备份，存于）